# Goodland (Kansas)
Goodland é uma cidade localizada no estado americano de Kansas, no Condado de Sherman.

## História
Um dos primeiros pedaços de história registrada relacionadas com Goodland diz respeito ao Massacre Kidder. Em 2 de julho de 1867 um destacamento do 2 º Regimento de Cavalaria dos Estados Unidos foi massacrada; segundo tenente Lyman S. Kidder no comando do partido, um sargento, um cabo, oito soldados e um guia índio perderam suas vidas. Eles estavam transportando despacha para o general George Custer. Mais tarde, Custer encontrou evidências de uma batalha que corre ao longo Beaver Creek, o que levou a uma ravina onde os restos mortais foram encontrados. Eles tinham sido mortos por Cheyenne e / ou índios Sioux.
Em 1886, havia quatro comunidades todos competindo para se tornar município sede para Condado de Sherman: Itasca, Voltaire, Sherman Center e Eustis. Um homem chamado Clark apareceu no condado, em 1887, propõe a criação de uma nova cidade para resolver o diferendo. A nova cidade era para ser chamado Goodland. Um voto para a sede do concelho foi realizado entre a população do condado e Goodland venceu com 872 dos 1.495 votos, enquanto com Eustis recebeu 611 e recebeu 12 Voltaire. Cidadãos de Eustis, declarou que os votos foram desleais, mas o Departamento de Estado disse que nada poderia ser feito como todos os da votação foi concluída. A Corte Suprema de Kansas considerados diferentes processos, mas não alterar o resultado da votação. Eustis se recusou a ceder os registros do condado que ocupou até 13 de janeiro de 1888, quando um grupo armado de Goodland apreendeu os registros e as enviaram para a sede do condado novo.

## Geografia
Goodland está localizado a 39 ° 20'55 "N 101 ° 42'40" W (39,348583, -101,711148) a uma altitude de 3.681 pés (1.122 m). Encontra-se no lado sul da Fork Middle of Sappa Creek, parte da bacia do rio republicano, na região de High Plains das Grandes Planícies. Localizado no cruzamento da Interstate 70 e K-27 no noroeste do Kansas, Goodland é aproximadamente 17 milhas (27 km) a leste da linha do estado do Colorado, 176 quilômetros a leste-sudeste de Denver, 265 milhas (426 km) a noroeste de Wichita, e 383 milhas (616 km) a oeste de Kansas City.
De acordo com o United States Census Bureau, a cidade tem uma área total de 4,4 milhas quadradas (11 km2), toda ela terra.

## clima
Goodland tem um clima estepe semi-árido (Köppen BSK), com verões quentes e secos e invernos frios e secos. A temperatura média para o ano é de 51 °F (10 °C), com temperaturas superiores a 90 °F (32 °C) uma média de 50 dias por ano e caindo abaixo de 32 °F (0 °C) uma média de 159 dias por ano. Devido à sua maior elevação, Goodland experiências mais fortes de vento e queda de neve maior totais de outros locais no Kansas. Médias da velocidade do vento 13 mph (10 km / h). [9] Em média, Goodland recebe 19,75 polegadas (502 mm) de precipitação por ano, queda de neve e médias 41,9 polegadas (1064 milímetros) por ano. [10] Em média, janeiro é o mês mais frio, e julho é mês mais quente tanto como o mês mais chuvoso. A maior temperatura registrada em Goodland foi de 111 °F (44 °C) em 1940; a temperatura mais baixa registrada foi de -27 °F (-33 °C) em 1989.

## Demografia
Segundo o censo americano de 2000, havia 4.948 pessoas, 2.085 casas, e 1.259 famílias que residem na cidade. A densidade populacional foi 1,127.1 pessoas por milha quadrada (435.2/km ²). Havia 2.410 unidades habitacionais em uma densidade média de 549,0 por quilômetro quadrado (212.0/km ²). A composição racial da cidade era de 93,35% brancos, 0,42% Africano-americanos, 0,32% nativos americanos, 0,24% asiáticos, 0,12% ilhas do Pacífico, 4,53% de outras raças, e 1,01% a partir de duas ou mais raças. Hispânicos de qualquer raça foram 9,03% da população.
Havia 2.085 domicílios, dos quais 27,6% tinham crianças com menos de 18 anos que vivem com eles, 50,5% eram casados casais que vivem juntos, 7,1% tiveram um proprietário fêmea com nenhum presente do marido, e 39,6% eram não-famílias. 32,4% de todas as casas foram compostos dos indivíduos e 16,0% tiveram alguém viver sozinho quem era 65 anos de idade ou mais. O tamanho médio das famílias foi de 2,31 eo tamanho médio da família foi de 2,95.
Na cidade a população foi espalhada para fora com 23,3% sob a idade de 18 anos, 13,9% de 18 a 24, 23,3% 25-44, 21,5% de 45 a 64, e 18,0% que foram 65 anos de idade ou mais. A idade média foi de 37 anos. Para cada 100 mulheres existiam 103,4 homens. Para cada 100 mulheres de 18 anos, havia 100,6 homens.
A renda mediana para uma casa na cidade era $ 31.356, ea renda mediana para uma família era $ 38.309. Os machos tiveram uma renda mediana de $ 28.589 contra $ 20.798 para fêmeas. A renda per capita da cidade era $ 17.105. Cerca de 9,7% das famílias e 12,1% da população estavam abaixo da linha da pobreza, incluindo 11,4% dos menores de 18 anos e 8,1% daqueles com 65 anos ou mais.

## Educação
Educação primária e secundária
Distrito Escolar Unificado de 352 opera cinco escolas públicas da cidade:
West Elementary School (Graus Pre-K -2)
Central Escola Primária (3-5)
Conceda da escola secundária (6-8)
Goodland High School (12/09)
Faculdades e universidades
Noroeste Kansas Colégio Técnico

## Geografia
De acordo com o United States Census Bureau tem uma área de
11,4 km², dos quais 11,4 km² cobertos por terra e 0,0 km² cobertos por água. Goodland localiza-se a aproximadamente 1122 m acima do nível do mar.

## Localidades na vizinhança
O diagrama seguinte representa as localidades num raio de 48 km ao redor de Goodland.